# تیپ ۱۰ سواره‌نظام موتوریزه (لهستان)
تیپ ۱۰ سواره نظام موتوریزه (لهستانی: 10. Brygada Kawalerii) تنها واحد کاملاً موتوریزه لهستان در هنگام آغاز تهاجم آلمان به لهستان بود. این واحد که تحت امر ژنرال استانیسواو ماچک قرار داشت یکی از معدود واحدهای موفق در جنگ با آلمان شناخته می‌گردد.

## سازماندهی در سال ۱۹۳۷
تیپ موتوریزه در فوریه سال ۱۹۳۹ و به عنوان یک نمونه آزمایشی ایجاد گشت. این واحد قرار بود ترکیبی از یک واحد نمونه موتوریزه و مفهوم لشکر سبک که در فرانسه ایجاد شده بود باشد. ژنرال‌های سواره‌نظام لهستان هنوز در برابر این مسئله که واحدهای سواره‌نظام را به نیروهای موتوری تبدیل کنند شک داشتند و اختلافاتی در این میان وجود داشت. این واحد در سرفرماندهی کل ارتش یک نیرو ذخیره اضطراری در نظر گرفته می‌شد که وظیفه داشت از نقاط تمرکز نیروهای لهستانی محافظت کرده، در صورت رخنه واحدهای دشمن در صفوف نیروهای لهستانی، آن‌ها را سرکوب کرده و با واحدهای مکانیزه دشمن درگیر شود.

## رزمایش سال ۱۹۳۹
نخستین رزمایش تهاجمی این تیپ در سال ۱۹۳۹ ناموفق بود. تیپ توپ‌های ضد تانک کافی جهت مقابله با دشمن احتمالی را نداشت و سرعت تحرک آن نسبت به واحدهای عادی سواره‌نظام که از تحرک خوبی برخوردار بودند در بیرون از جاده بسیار پایین بود. به همین دلیل سازمان تیپ مورد تجدید نظر قرار گرفت و بعدها در تیپ زرهی موتوری ورشو از همین تجربیات استفاده گشت.

## نقش تیپ ۱۰ موتوریزه در دفاع از لهستان
در سپتامبر ۱۹۳۹ با آغاز تهاجم آلمان به لهستان تیپ ۱۰ موتوریزه جهت دفاع از لهستان کوچک‌تر و سیلزی به سپاه کراکوف پیوست. در این مقطع تیپ تنها ۸ توپ سنگین و تانک‌های سبک و تانکت داشت اما از همان روزهای ابتدایی به میدان نبرد گسیل شد. پس از نبرد یوردانوو تیپ ۱۰ موتوریزه در برابر یم سپاه کامل از نیروهای آلمانی قرار گرفت اما توانست به خوبی عقب‌نشینی نیروهای لهستانی را پوشش دهد. با کمک چند واحد از نیروهای گارد مرزی و دفاع ملی لهستان تیپ موتوریزه لهستانی در برابر دو لشکر زرهی و یک لشکر کوهستانی آلمان وارد نبرد شد.
علی‌رغم برتری نفرات و برتری تکنیکی نیروهای متخاصم، برای ۵ روز نیروهای لهستانی با مقاومت جانانه خود پیشروی واحدهای آلمانی را کند کرده و آلمانی‌ها هر روز بیشتر از ۱۰ کیلومتر نمی‌توانستند پیشروی کنند. لهستانی‌ها از موقعیت کوهستانی منطقه استفاده می‌کردند و حتی گاهی ضد حمله‌هایی را سازماندهی می‌نمودند. در نهایت و با شکستن خطوط دفاعی لهستانی‌ها در شمال تیپ موتوریزه این تیپ از میدان نبرد بیرون کشیده شد و پس از آن جهت دفاع از پل‌ها و گذرگاه‌های لهستان کوچک‌تر اعزام گشت. در نهایت تیپ ۱۰ موتوریزه به شهر لووف رسید و با مدافعان شهر ادغام گشت؛ و در طول نبرد لووف به عنوان واحد ذخیره متحرک وظیفه داشت تا انتقال واحدهای لهستانی را به سمت سرپل رومانی تسهیل نماید. این طرح با آغاز تهاجم شوروی در ۱۷ سپتامبر کنار گذاشته شد و پس از دو روز مارشال لهستان ادوارد ریدز-اشمیگوی به تیپ ۱۰ موتوریزه دستور داد تا با حرکت به سمت مرزهای مجارستان به خاک آن کشور بگریزند.
تیپ ۱۰ موتوریزه هنگامی که از مرزهای مجارستان گذشت و وارد این کشور شد تنها نیمی از توان روزهای ابتدایی خود را داشت اما علی‌رغم این تلفات سنگین هیچگاه در یک نبرد باز شکست نخورد و به همین واسطه توسط دشمن نیز ستایش می‌شد. نیروهای آلمانی به دلیل لباس‌های سیاه رنگی که سربازان این واحد بر تن می‌کردند آن را تیپ سیاه می‌نامیدند.

## جنگیدن در فرانسه
داستان تیپ ۱۰ موتوریزه در سال ۱۹۳۹ پایان نمی‌یابد. مجارستان به صورت ضمنی کمک کرد تا بسیاری از سربازان خود را به فرانسه برسانند و به ارتش لهستان تحت امر ژنرال ووادیسواف سیکورسکی بپیوندند. در فرانسه این واحد تحت نام تیپ ۱۰ سواره‌نظام زرهی در سال ۱۹۴۰ بار دیگر ایجاد گشت و با سقوط فرانسه در ژوئن ۱۹۴۰ نیروهای آن به بریتانیای کبیر تخلیه گشتند و هسته اصلی لشکر ۱ زرهی که در فوریه ۱۹۴۲ ایجاد شد را تشکیل دادند.